# Otto Hoppe
Ernst Otto Liebgott Hoppe, född 13 februari 1857 i Ljungs socken, Östergötland, död 5 augusti 1919 i Lunds domkyrkoförsamling, , var en svensk lexikograf, som gav ut flera tysk-svenska och svensk-tyska ordböcker.
Hoppe blev filosofie kandidat vid Uppsala universitet 1882 och filosofie hedersdoktor där 1917. Från 1897 var han medlem av redaktionen för Svenska Akademiens ordbok, där han nedlade ett synnerligen plikttroget arbete och från 1903 verkade som en av souscheferna. 1895 deltog Hoppe i stiftandet av Rättstavningssällskapet, vars tidskrift Nystavaren han redigerade (4 band, 1886-92).